# Nahues

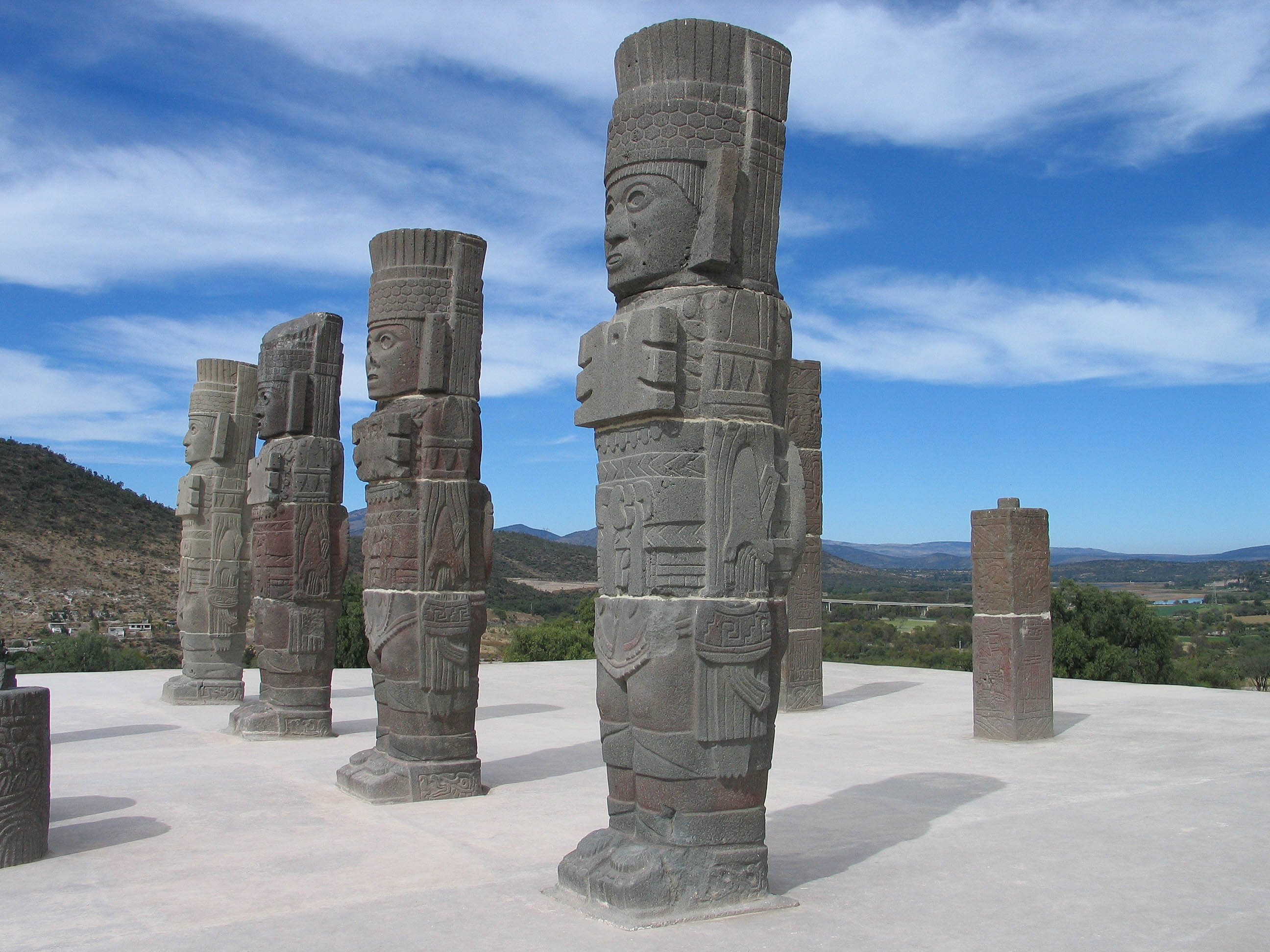
Representacions de la civilització tolteca a Tula

Els nahues són un conjunt de pobles indígenes de Mèxic amb una arrel lingüística i històrica comuna, i que avui dia habiten la regió central de Mèxic. Els nahues van arribar a la regió central de Mèxic des del nord en diverses onades migratòries majoritàriament tribals. Els asteques van ser l'última tribu nahua que hi va immigrar, i la qual ràpidament va dominar militarment i políticament no només a les altres tribus nahues que s'hi havien establert, sinó tota la regió multiètnica coneguda com a "Mesoamèrica" fins a l'arribada dels conqueridors castellans el segle xvi, capitanejada per Hernán Cortés en nom de l'Emperador Carles V, entre 1519 i 1521.
Després de la conquesta de l'Imperi asteca, milions de nahues i d'altres indígenes es van barrejar amb els castellans, donant lloc al mestissatge. Els nahues més importants de l'Imperi mexica i de la República de Tlaxcala es van convertir en part de la noblesa indígena de l'Imperi espanyol. Altres milers d'indígenes van morir a causa de les pandèmies produïdes per les malalties europees, desconegudes al nou continent, i el treball forçat durant l'època virregnal de la Nova Espanya. Avui dia els nahues són el grup ètnic més nombrós de Mèxic, amb 2,4 milions de persones (2,5% de la població nacional i el 25% de la població indígena de Mèxic), però, només 1,9 milions (1,7% de la població nacional) parlen mexicà.
Avui dia els nahues són dividits en cinc grups principals: 
- els nahues de la serralada de Puebla
- els nahues de Guerrero
- els nahues de la Huasteca Veracruzana
- els nahues de Milpa Alta (al sud del Districte Federal)
- els nahues de l'estat de Morelos

La paraula "nahua" prové de nauatlaka (poble superior, que parla amb autoritat o coneixement) i aquesta de la designació de la seva llengua nauatl (la parla clara). Els nahues es diuen principalment macehuales que significa "pagès", nom que prové de l'antiga estratificació social asteca (els pili - noblesa, i els macehuales - poble). Altres nahues es diuen simplement "mexicans".
Els nahues parlen el nahua, una variant del mexicà, una llengua uto-asteca. Avui dia aquesta llengua és dividida en dos grups dialectals principals: els dialectes centrals, els quals són força uniformes amb influència directa del nàhuatl clàssic de Tenochtitlan, i els dialectes perifèrics.